# Thousand Palms
Thousand Palms es un lugar designado por el censo ubicado en el condado de Riverside en el estado estadounidense de California. En el año 2000 tenía una población de 5.120 habitantes y una densidad poblacional de 492.3 personas por km². 

## Geografía
Thousand Palms se encuentra ubicado en las coordenadas 33°49′01″N 116°23′14″O / 33.81694, -116.38722. Según la Oficina del Censo, la ciudad tiene un área total de 10,4 km² (4 mi²), de la cual 10,4 km² (4 mi²) es tierra y 0 km² (0 mi²) 0.00% es agua.

## Demografía
Los ingresos medios por hogar en la localidad eran de $34,172, y los ingresos medios por familia eran $37,500. Los hombres tenían unos ingresos medios de $33,325 frente a los $25,543 para las mujeres. La renta per cápita para la localidad era de $16,790. Alrededor del 12.8% de la población estaban por debajo del umbral de pobreza.